# 225-та піхотна дивізія (Третій Рейх)
225-та піхотна дивізія (Третій Рейх) (нім. 225. Infanterie-Division) — піхотна дивізія Вермахту за часів Другої світової війни.

## Історія
225-та піхотна дивізія була створена 26 серпня 1939 в Гамбурзі в X-му військовому окрузі (нім. Wehrkreis X) в ході 3-ї хвилі мобілізації Вермахту.

## Райони бойових дій
- Німеччина (серпень 1939 — травень 1940);
- Франція (травень 1940 — січень 1942);
- СРСР (північний напрямок) (січень 1942 — жовтень 1944);
- Курляндський котел (жовтень 1944 — травень 1945).

## Командування

### Командири
- генерал-лейтенант Ернст Шаумбург (нім. Ernst Schaumburg) (26 серпня 1939 — 1 липня 1940);
- генерал-лейтенант Фрідріх-Карл фон Вахтер (нім. Friedrich-Karl von Wachter) (1 липня 1940 — 1 червня 1941);
- генерал-лейтенант Ганс фон Бассе (нім. Hans von Baße) (1 червня 1941 — 25 вересня 1942);
- генерал-лейтенант Вальтер Ріссе (нім. Walther Riße) (25 вересня 1942 — 8 травня 1945).

## Нагороджені дивізії
Нагороджені дивізії
|  | Кавалери Нагрудного знаку ближнього бою в золоті                                                           | 5                                                      |
|  | Кавалери Золотого Німецького Хреста                                                                        | 64                                                     |
|  | Кавалери Лицарського хреста Залізного хреста з Дубовим листям                                              | 1 (№ 704 генерал-лейтенант Вальтер Ріссе — 18.01.1945) |
|  | Кавалери Лицарського хреста Залізного хреста                                                               | 13                                                     |
|  | Кавалери Почесної відзнаки Сухопутних військ «Почесна застібка на орденську стрічку для Сухопутних військ» | 23                                                     |

- Нагороджені Сертифікатом Пошани Головнокомандувача Сухопутних військ (4)